# One Way or Another
«One Way or Another» —en castellano: «De un modo u otro»— es un sencillo del grupo de new wave estadounidense Blondie, incluido en el tercer álbum de estudio de la banda, Parallel Lines, publicado en 1978.
La canción es el sexto y último sencillo del álbum y también fue incluida en el primer álbum recopilatorio de grandes éxitos, The Best of Blondie de 1981, que se vendió en los Estados Unidos y Canadá.
One Way or Another se volvió sumamente popular a través de los años, y se ha incluido en bandas sonoras de películas de calidad muy diversa: Little Darlings (1980), Carpool (1996), Beverly Hills Ninja (1997), Donnie Brasco (1997), Coyote Ugly (2000) y Mean Girls (2004). También se escucha en la película Seed of Chucky.
Ha aparecido en diversas series de televisión como Veronica Mars, El equipo A (en algunos momentos de apertura del capítulo Incident at Crystal Lake), Los Simpson (capítulo n.º 334 de la temporada 2003-2004 en Bart-Mangled Banner  Archivado el 28 de diciembre de 2010 en Wayback Machine.) o Sugar Rush del canal británico Channel 4 (como tema de entrada). En 2011 la canción fue versionada para la serie estadounidense Glee.
En 2006 la canción se incluyó en la banda sonora del juego para las consolas PS2, Xbox y PC Driver: Parallel Lines.
En 2014 el grupo británico One Direction la unió a su lista de canciones, haciéndola popular tanto entre sus seguidores como en los oyentes de Radio Disney. También cuenta con una versión de la banda Until the Ribbon Breaks, la cual fue utilizada en la serie Stalker. 
En 2022 fue parte de la banda de sonido de "Hocus Pocus 2" (titulada Abracadabra 2 en Hispanoamérica). 
Aunque nunca fue lanzado oficialmente como un sencillo en el Reino Unido y otros países, la canción sigue siendo una de las más populares del grupo en todo el mundo. One Way or Another ocupa el puesto n.º 298 de la lista de las 500 mejores canciones de todos los tiempos, según la revista Rolling Stone.

## Lista de canciones del sencillo
US 7" (CHS 2336)
1. «One Way or Another» (Nigel Harrison, Deborah Harry) – 3:31
2. «Just Go Away» (Harry) – 3:21

## Posiciones en listas
| Lista (1979)                | Máxima posición |
| --------------------------- | --------------- |
| Canadá                      | 14              |
| Billboard Hot 100 (EE. UU.) | 24              |